# Ralf Rienks
Ralf Rienks (Amsterdam, 23 september 1997) is een Nederlands roeier, die in 2022 in de vier-zonder zilver behaalde bij de Europese Kampioenschappen in München, en brons bij de Wereldkampioenschappen in Račice. In 2024 haalde hij zilver met de acht op de Olympische Spelen in Parijs.

## Levensloop
Rienks is de zoon van oud-Olympisch roeiers Nico Rienks en Harriet van Ettekoven. Ondanks de roeiende ouders zijn zowel Ralf Rienks als zijn oudere broer Rik pas op latere leeftjd begonnen met roeien. In 2017 roeiden ze beiden op de Wereldkampioenschappen onder 23 jaar, in de vier-zonder die net buiten de prijzen viel.
Op de Europese kampioenschappen 2022 in München behaalde Rienks samen met zijn broer Rik, Sander de Graaf en Ruben Knab zilver in de vier zonder stuurman. Een maand later behaalde deze ploeg bij de Wereldkampioenschappen van 2022 in het Tsjechische Račice de bronzen medaille. Het viertal eindigde met 5.51,85 achter Groot-Brittannië en Australië.
In 2023 maakte Rienks deel uit van de acht die brons behaalde op de EK in Bled.
Bij de Olympische Spelen van 2024 in Parijs behaalde Rienks de zilveren medaille in de acht, achter de Britse acht.
Rienks is lid van de Zwolsche roei- en zeilvereniging en van de Delftsche Studenten Roeivereeniging Laga.

## Resultaten

### Olympische Zomerspelen
| Jaar | Plaats | Resultaten |
| ---- | ------ | ---------- |
| 2024 | Parijs | in de acht |

### Wereldkampioenschappen
| Jaar | Plaats   | Resultaten    |
| ---- | -------- | ------------- |
| 2022 | Račice   | in de vier    |
| 2023 | Belgrado | 4e in de vier |

### Europese kampioenschappen
| Jaar | Plaats  | Resultaten        |
| ---- | ------- | ----------------- |
| 2022 | München | in de vier-zonder |
| 2023 | Bled    | in de acht        |